# Cazú Zegers
María del Carmen Zegers (Santiago de Chile 1958), más conocida como Cazú Zegers, es una arquitecta chilena y fundadora de Fundación +1000.
Sus obras han sido acreedoras del Grand Prix de Versalles, del Premio National Geographic Unique Lodge of the World y el Gran Premio Latinoamericano de Arquitectura 1994.

## Trayectoria
Nacida en Santiago en 1958, se mudó a Valparaíso a estudiar arquitectura, graduándose de la Universidad Católica de Valparaíso en 1984.
Desde 1977 emprendió una serie de viajes de conocimiento y estudio, en los que recorrió Latinoamérica en profundidad, siempre buscando ligarse con el territorio en su estado más puro y conocer las culturas autóctonas de cada lugar que visita.
Entre 1987 y 1988 trabajó y estudió en Nueva York antes de regresar a Chile, donde abrió su estudio de arquitectura en 1991.
Cazú se dedica al libre ejercicio de la profesión, trabajando todas las escalas desde la planificación urbana, la gestión cultural y territorial, los proyectos de arquitectura hasta el diseño de objetos. Sus obras se destacan por la búsqueda de nuevas formas arquitectónicas generadas a partir de la relación poesía-arquitectura. Es la autora del premiado Hotel Tierra Patagonia.
Su plataforma de trabajo es Cazu Zegers Arquitectura, donde desarrolla un modo de hacer "leve y precario", buscando que sus obras se fundan en el territorio, ya que para la arquitecta "El paisaje es a América como los monumentos son a Europa".
Las reflexiones que Zegers realiza han sido volcadas en numerosas conferencias y artículos, como así también en la docencia universitaria en la Escuela de Arquitectura de la Universidad de Talca y la Escuela de Arquitectura de Yale University. También ha sido docente en la Pontificia Universidad Católica de Chile y de la Universidad del Desarrollo donde sus alumnos obtuvieron menciones honrosas el año 2012 y luego, primero y segundo lugar el año 2013 en el concurso CORMA para arquitectura en madera.

## Obras
Zegers diseña obras donde trabaja diversas materialidades, aunque es reconocida internacionalmente por su construcción en madera, trabaja y rescata técnicas ancestrales y recicla arquitectura vernácula.
Su primera gran obra fue la Casa Cala, ubicada en Lago Ranco, proyecto por el cual ganó el Gran Premio Latinoamericano de Arquitectura en la Bienal de Buenos Aires de 1993. Cazú la llama su "Casa Tesis" ya que es aquí donde empezó a deconstruir galpones del sur de Chile y rearmarlos para crear formas contemporáneas de habitar el territorio, ligada a las técnicas ancestrales de construcción vernácula de tradición maderera.  
Desde entonces ha construido más de 40 obras entre las que destaca el Hotel Tierra Patagonia (Hotel del Viento), donde desarrolló un lenguaje contemporáneo para la madera curvada en una obra de gran magnitud. El edificio decanta la búsqueda de nuevas formas generadas a través de la relación entre poesía y arquitectura en el territorio americano que Zegers explora desde los inicios de su carrera. También cabe nombrar el Hotel Magnolia, premiado internacionalmente y una ejemplo de conservación de un edificio patrimonial. 
En 2018 fue finalista en la curatoría del pabellón de Chile para la Bienal de Arquitectura de Venecia de ese año, junto a las propuestas de Alejandra Celedón, Teodoro Fernández, Sebastián Irarrázaval, Rodrigo Tisi y Felipe Vera.

## Publicaciones
- Carpinterías (2008). Editorial AITIM [5]
- Prototipos en el territorio (2008). Ediciones ARQ [6]

## Reconocimientos
- 1993: Gran Premio Latinoamericano de Arquitectura en la Bienal de Buenos Aires por la casa Cala.
- 2003: "Mujer Destacada" Revista Caras Chile.
- 2003: Elegida dentro de los 24 arquitectos más destacados del país por revista Qué Pasa.
- 2008: Una de las 20 arquitectas mujeres del mundo Revista AD China
- 2008: Nombrada entre las 100 mujeres líderes por diario El Mercurio.[7]
- 2012: Mujer siglo XXI por la Universidad del Pacífico en Chile
- 2013: Premio Travel + Leisure al mejor Resort por Hotel Tierra Patagonia
- 2013: Premio de Wallpaper al mejor hotel del año por Hotel Tierra Patagonia[8]
- 2016: Mención honrosa en el Premio ArcVision[9]
- 2017: Hotel Magnolia ganó el Prix Versailles como mejor hotel de Latinoamérica, Centroamérica y el Caribe.
- 2018: Premio Eliana Caraball, otorgado por el Colegio de Arquitectos de Chile.[10]
- 2018: Hotel Magnolia fue ganador del premio de la Revista ED como mejor obra del año.
- 2018: Hotel Tierra Patagonia fue nuevamente ganador del World's Best Award de Travel + Leisure.
- 2019: Nombrada entre los 18 mejores arquitectos del mundo por Elle Decor Architecture.[11]